# Birobates makinisus
Birobates makinisus är en kvalsterart som beskrevs av Corpuz-Raros 1979. Birobates makinisus ingår i släktet Birobates och familjen Oripodidae. Inga underarter finns listade.